# Thaumantis diores
Thaumantis diores är en fjärilsart som beskrevs av Doubleday 1845. Thaumantis diores ingår i släktet Thaumantis och familjen praktfjärilar. Inga underarter finns listade i Catalogue of Life.

## Bildgalleri

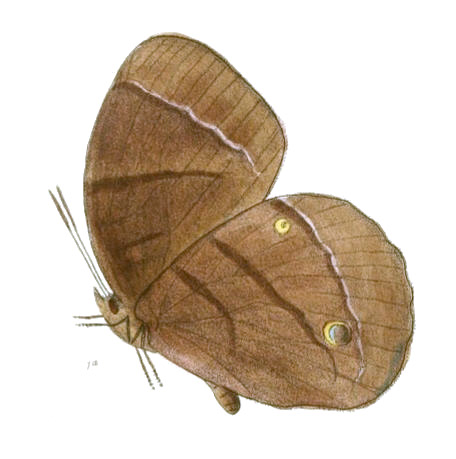
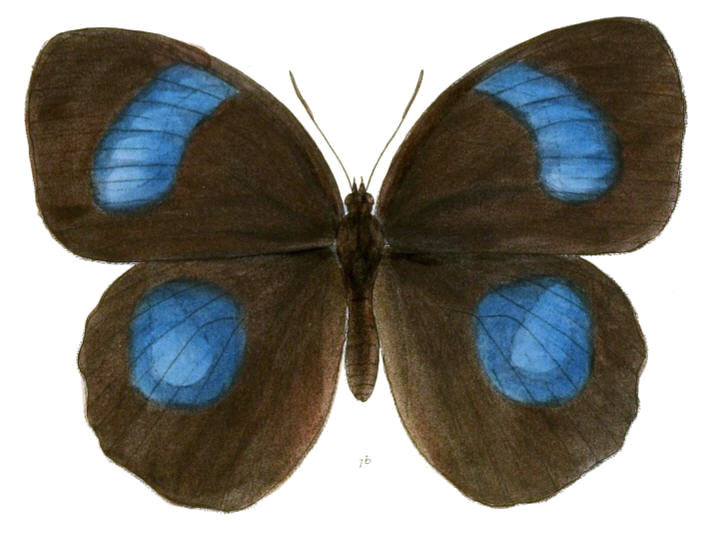
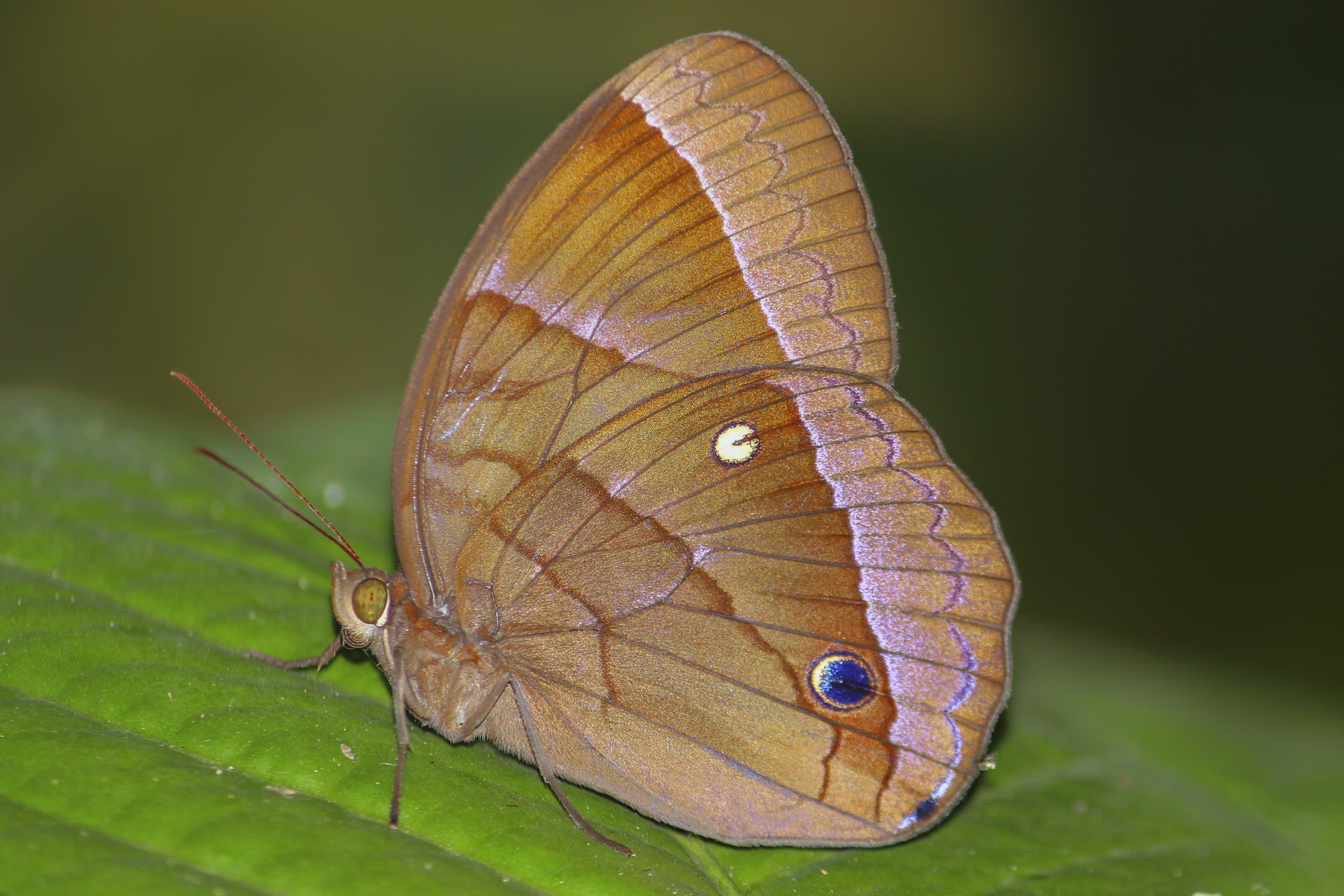
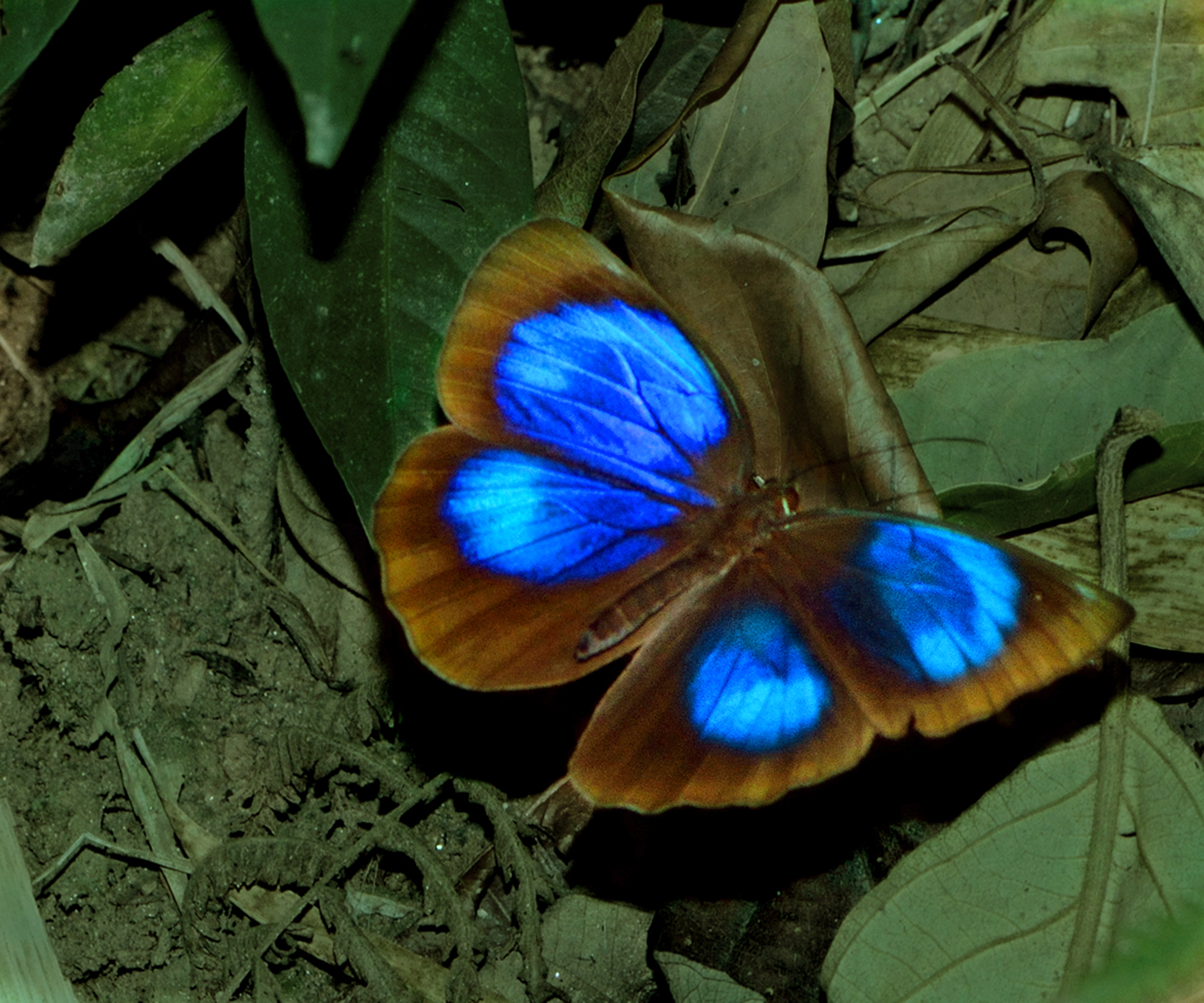